# Блюм, Пьер
Пьер Блюм (фр. Pierre Blum) (1904 — 30 октября 2002, Париж) — французский спортсмен (международные шашки) и спортивный деятель. Чемпион Франции (1946 год), 4-е место в 1938 году, чемпион Лиона в 1946. Глава шашечной федерации Парижа в 1951—1954 гг. Казначей Французской шашечной федерации с момента её основания в 1937 году.
Приехал в Лион из Парижа в 1940 году, вернулся обратно в июне 1947.
Марсель Боннар в 1948 писал: «Мы огорчены отъездом в столицу в июне 47 из нашего города чемпиона [Франции этого] года Питера Блюма, [который] уехал в Париж, проведя 7 лет в нашем городе, где он снискал уважение всех своей корректностью, а также по его [спортивным] результатам».
Оригинал:
«Nous avons regretté le départ pour la capitale en juin 47 de notre champion de l’année, Pierre Blum, reparti pour Paris après un séjour de 7 ans dans notre ville où il avait acquis l’estime de tous par sa correction aussi bien que par ses résultats».

В Париже Пьер Блюм вступил снова в le Damier parisien, президентом которой он стал в 1951 году. и принимал участие в чемпионате Франции в Париже в 1953 году и разделил 4-5 места. Он ушёл в отставку с поста председателя le Damier parisien и покинул соревнования в 1954 году, но страсть к игре не покидало его. Он умер в Париже 30 октября 2002 года в возрасте 98 лет.